# Solectria Sunrise
Solectria Sunrise – elektryczny samochód osobowy klasy kompaktowej wyprodukowany pod amerykańską marką Solectria w 1995 roku. 

## Historia i opis modelu
Amerykańskie przedsiębiorstwo Solectria przedstawiło model Sunrise w 1995 roku jako przedprodukcyjną wizję kompaktowego samochodu elektrycznego mającego ukazać wizję przystępnego cenowo modelu przeznaczonego dla masowego odbiorcy.
Sylwetka Solectrii Sunrise charakteryzowała się futurystyczną bryłą i aerodynamicznym kształtem, z opływowym kształtem maski, krągłymi nadkolami i do połowy zakrytymi tylnymi kołami podobnie do konkurencyjnego GM EV1.

### Produkcja
W 1995 roku Solectria zbudowała kilka prototypów modelu Sunrise, nie wdrażając ostatecznie tego modelu do seryjnej produkcji.

### Dane techniczne
Układ elektryczny Solectrii Sunrise oferował skromne osiągi w postaci 104 km/h prędkości maksymalnej, koncentrując się na jak największym zasięgu. Na jednym łądowaniu udało się osiągnąć wynik 604 kilometrów.